# Kernproef

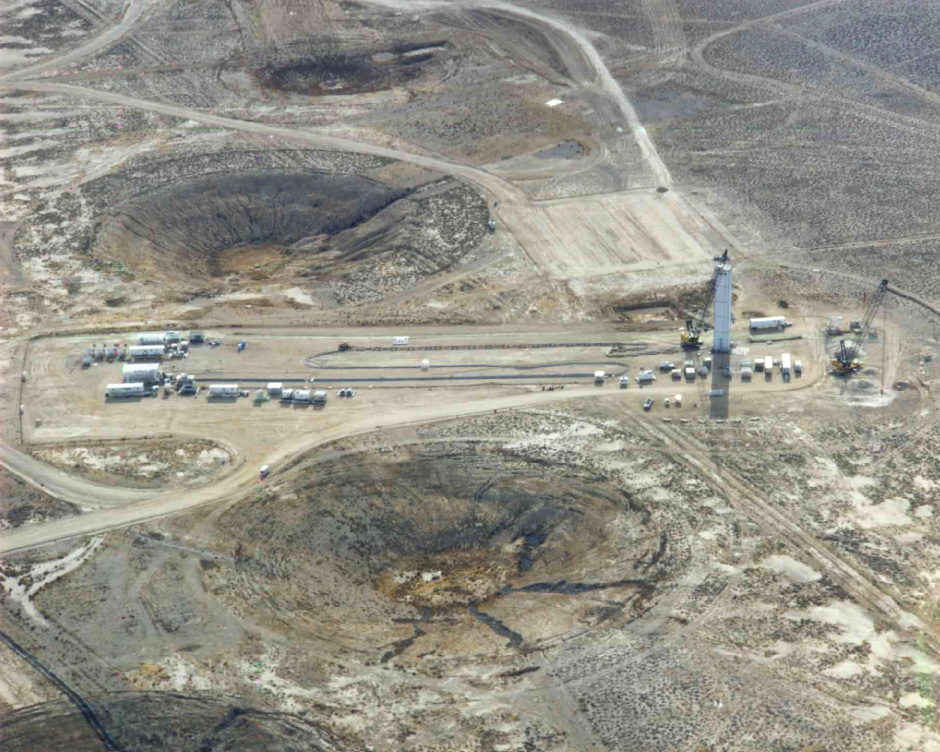
Voorbereidingen voor een ondergrondse kernproef in Nevada aan het einde van de jaren 80. Op de foto zijn onder meer de kraters te zien van vorige kernproeven.

Een kernproef of atoomproef is een experiment met kernwapens. Een terrein waar dit wordt uitgevoerd wordt kernproefterrein (of in bredere zin proefterrein) genoemd.
Door de 20e eeuw heen hebben de meeste landen die kernwapens hebben ontwikkeld ook tests hiermee uitgevoerd. Kernproeven kunnen informatie geven over de werking van de wapens, maar ook over het gedrag van de wapens onder verschillende omstandigheden en hoe structuren zich gedragen als ze blootgesteld zijn aan een kernproef. Kernproeven worden verder vaak als indicator gebruikt voor de wetenschappelijke en militaire kracht van anderen en veel tests hebben een politieke achtergrond gehad. De meeste kernmachten hebben hun nucleaire status aan de wereld geopenbaard met een kernproef.
De eerste kernproef werd door de Verenigde Staten uitgevoerd op 16 juli 1945 (de Trinity). Deze had een TNT-equivalent van 20 kiloton. De eerste waterstofbom, met codenaam Ivy Mike werd getest op het Enewetak-atol in de Marshalleilanden op 1 november 1952, ook door de VS. De grootste kernproef ooit uitgevoerd was de Tsar Bomba van de Sovjet-Unie op Nova Zembla, met een geschat TNT-equivalent van 50 megaton.
In 1963 ondertekenden alle nucleaire en niet-nucleaire staten het Partial Nuclear Test Ban Treaty, waarmee ze afzagen van kernproeven in de atmosfeer, onder water, of in de ruimte. Het verdrag stond wel ondergrondse kernproeven toe. Frankrijk bleef kernproeven in de atmosfeer tot in 1974 voortzetten, terwijl China dat tot in 1980 deed. De laatste ondergrondse kernproef door de VS, op het Kernwapentestgebied in Nevada, was in 1992, door de Sovjet-Unie in 1990, door het Verenigd Koninkrijk in 1991 en zowel Frankrijk als China zijn hiermee doorgegaan tot in 1996. Na het aannemen van het kernstopverdrag (internationaal bekend als Comprehensive Test Ban Treaty) in 1996 hebben al deze staten beloofd te stoppen met kernproeven. India en Pakistan die beide niet ondertekend hebben, hebben hun laatste kernproef in 1998 uitgevoerd.

## Typen kernproeven
Kernproeven zijn historisch altijd in verschillende groepen (door verdragen) ingedeeld die weergeven in welk medium of op welke locatie de proef heeft plaatsgevonden: atmosferisch, onder water en ondergronds.
Met atmosferische kernproeven worden tests bedoeld die in of boven de atmosfeer plaatsvinden. In deze gevallen werden over het algemeen bommen tot ontploffing gebracht vanaf torens, ballonnen, schepen en eilanden of uit vliegtuigen afgeworpen. Een klein aantal kernproeven heeft ook op grote hoogte buiten de atmosfeer plaatsgevonden, hierbij werd de kernbom meestal omhoog gebracht door een raket. Nucleaire explosies die dicht genoeg bij de grond plaatsvinden om vuil en puin in hun paddenstoelwolk op te trekken kunnen grote hoeveelheden radioactieve neerslag veroorzaken door bestraling van het puin. Onderzoek van Ursula Franklin leidde uiteindelijk tot het stopzetten van deze proeven in de jaren 60.

Vier grote typen kernproeven: 1. atmosferisch, 2. ondergronds, 3. bovenatmosferisch, 4. onder water.

Onderwaterproeven betreffen bommen die onder water tot ontploffing worden gebracht, gewoonlijk vastgelegd aan een schip (dat dan ook vernietigd wordt door de explosie). Proeven van deze aard zijn uitgevoerd om de effecten van kernwapens tegen een zeemacht te bekijken of om mogelijke stationering van kernwapens op zee te evalueren. Onderwaterproeven dicht bij het oppervlak kunnen grote hoeveelheden radioactief water en stoom verspreiden, waardoor zaken in de buurt radioactief worden besmet. Bij de eerste Britse kernproef, in Australië in 1952, operatie Hurricane, werd een kernwapen in een fregat gedetoneerd (waarbij dit fregat vernietigd werd), mede om het gevaar te testen dat een vijand zoiets in een Britse haven zou doen. 
Met ondergrondse kernproeven worden proeven bedoeld die onder het aardoppervlak worden gedaan op verschillende diepten. Ondergrondse kernproeven vormden het grootste aandeel van de kernproeven van de Verenigde Staten en de Sovjet-Unie tijdens de Koude Oorlog, omdat andere vormen van testen verboden waren door het Partial Nuclear Test Ban Treaty uit 1963. Als de explosie volledig ondergronds is wordt er een te verwaarlozen nucleaire neerslag veroorzaakt. Ondergrondse kernproeven kunnen echter aan de oppervlakte "luchten" waarbij behoorlijke hoeveelheden nucleair puin ontstaan. Ondergrondse kernproeven kunnen leiden tot seismische activiteit afhankelijk van de kracht van de explosie en leidden gewoonlijk tot kraters aan de oppervlakte. 
In juli 1974 ondertekenden de Verenigde Staten en de Sovjet-Unie het Treaty on the Limitation of Underground Nuclear Weapon Tests waarbij ze het TNT-equivalent van kernproeven beperkten tot 150 kiloton vanaf 31 maart 1976.

## Kernproeven naar land
De kernmachten hebben ten minste 2000 kernproeven uitgevoerd:

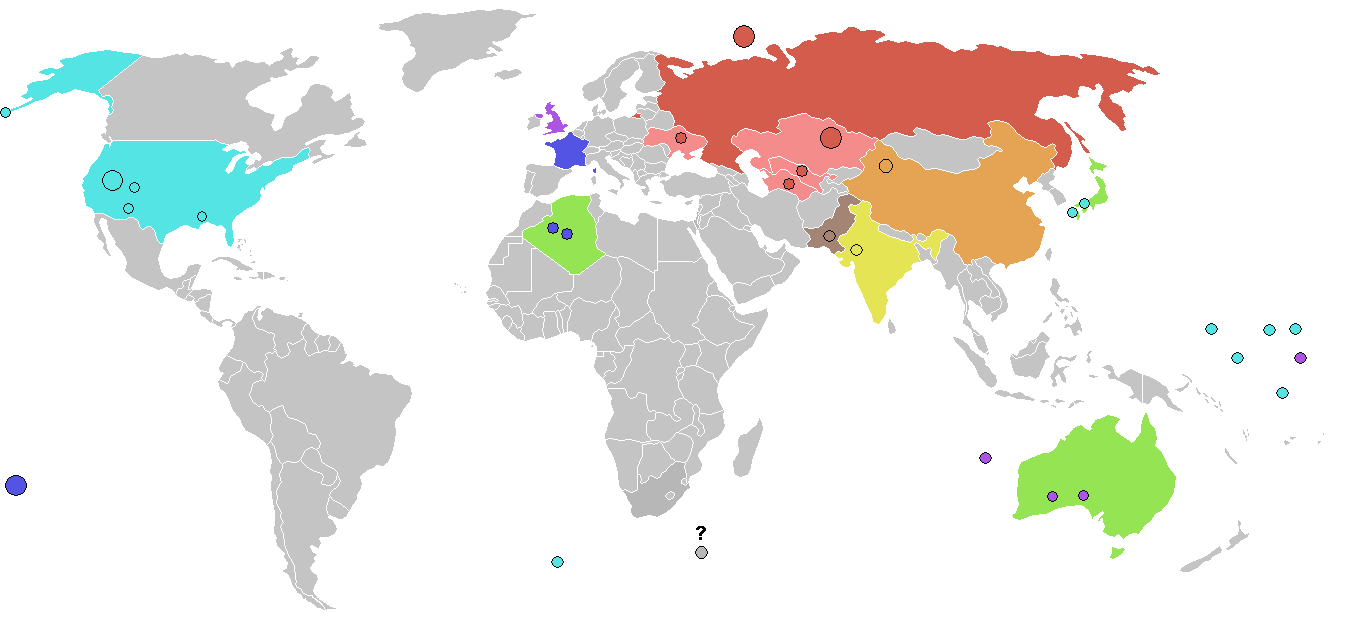
Meer dan 2000 kernproeven hebben plaatsgevonden door de acht kernmachten op meer dan een dozijn testlocaties rond de wereld. (de Noord-Koreaanse kernproeven zijn nog niet weergegeven.)

- Verenigde Staten: 1054 proeven volgens de officiële telling (waarbij minstens 1151 bommen werden gebruikt en 331 atmosferische proeven), de meeste op Nevada Test Site en de Pacific Proving Grounds op de Marshalleilanden, met tien andere tests op verschillende locaties in de Verenigde Staten, waaronder Alaska, Colorado, Mississippi en New Mexico. De eerste kernproefproef ooit Trinity van 20 kiloton gebeurde op 16 juli 1945 te Socorro (New Mexico) en de laatste Divider van Operation Julin van 100 kiloton op 23 september 1992 in de Nevada National Security Site.
- Sovjet-Unie: 715 proeven volgens de officiële telling (waarbij minstens 969 bommen werden gebruikt), de meeste op testlocatie Semipalatinsk en Nova Zembla en een paar meer op verschillende plekken in Rusland, Kazachstan, Turkmenistan en Oekraïne. De eerste kernproef van de Sovjet-Unie RDS-1 van 22 kiloton gebeurde op 29 augustus 1949 op testlocatie Semipalatinsk, de zwaarste kernproef ooit was de Tsar Bomba van 50 Megaton op 30 oktober 1961 boven Nova Zembla en de laatste Sovjet kernproef van 70 kiloton gebeurde op 24 oktober 1190. De Sovjet-Unie ondertekende dan het Alomvattend kernstopverdrag.
- Verenigd Koninkrijk: 45 proeven waarvan 21 in Australisch gebied en veel andere in de Verenigde Staten als onderdeel van gezamenlijke testseries. De eerste Britse kernproef Operation Hurricane van 25 kiloton gebeurde op 3 oktober 1952 op de Montebello-eilanden en de laatste Julin/Bristol van 11 kiloton op 26 november 1991 in de Nevada National Security Site.
- Frankrijk: 210 proeven, waarvan een twintigtal nabij Reggane en In Ekker in Algerije en zo’n 193[1] op de atollen Fangataufa en Moruroa in Frans-Polynesië. De eerste Franse kernproef Gerboise Bleue van 70 kiloton gebeurde op 13 februari 1960 te Reggane en de laatste Opération Xouthos op 27 januari 1996 op de atol Fangataufa.
- China: 45 proeven (23 atmosferisch en 22 ondergronds, alle in Lob Nuur in Malan, Sinkiang). De eerste Chinese kernproef Project 596 van 22 kiloton gebeurde op 16 oktober 1964 en de laatste van 3 kiloton op 29 juli 1996 .
- India: 6 proeven in Pokhran. De eerste Indische kernproef Smiling Buddha van 9 kiloton gebeurde op 18 mei 1974 en de laatste Operation Shakti van 0,2 kiloton op 13 mei 1998.
- Pakistan: 5 proeven in de granietheuvels in Chagai. De eerste Pakistaanse kernproef Chagai-I van 40 kiloton gebeurde op 28 mei 1998 en de laatste Chagai-II van 20 kiloton op 30 mei 1998.
- Noord-Korea: 6 ondergrondse proeven in kernwapentestgebied Punggye-ri, de eerste van 1 kiloton op 9 oktober 2006, de laatste op 3 september 2017 van 100 kiloton.

Verder zijn er minstens drie beweerde/betwiste/niet erkende kernexplosies geweest. Van deze is het Vela-incident de enige die serieus genomen kan worden als een mogelijke kernproef in de Indische Oceaan in 1979 door Israël en Zuid-Afrika.